# Heeresversuchsstelle Mittersill
Die Heeresversuchsstelle Mittersill wurde 1939 eingerichtet. Sie unterstand ausschließlich dem Heer und war eigentlich eine Arbeitsgemeinschaft aller Seilbahnfirmen des damaligen Deutschen Reiches.
Die Heeresversuchsstelle befand sich „auf der Lend“, einem einst versumpften Gelände, welches aufgefüllt wurde und vom Bahnhof Mittersill aus über eine Brücke über die Salzach einen Gleisanschluss erhielt. Die Versuchsstelle besaß mehrere große Lagerhallen mit Gleisanschluss. Der heutige Lendhof ist ein Gebäude der ehemaligen Heeresversuchsstelle. 1943 wurde die in Hochfilzen bestehende Versuchsstelle für Seilbahnanlagen aufgelöst und nach Mittersill verlegt.

## Aufgabe
Der Zweck der Versuchsstelle war die Entwicklung und Erprobung neuer für militärische Zwecke nutzbarer Geräte, insbesondere von Seilbahnen. So wurde in der Heeresversuchsstelle Mittersill auch der erste Steyr-Dieselmotor auf Funktions- und Leistungsfähigkeit getestet.

## Errichtete Anlagen
Auf der Lend wurde eine 80 m hohe Seilbahnstütze aus Stahl errichtet und ca. 1 400 m weiter westlich in Richtung Hollersbach eine ebenso hohe Seilbahnstütze aus Holz. Letztere war eine Konstruktion, die innen hohl war, um einen wettergeschützten Aufstieg zu ermöglichen. Für den Bau dieser Stütze benötigte man etwa 3500 kg Nägel. Beide Stützen waren mit einem Drahtseil verbunden. Die Anlage diente der Klärung der Frage, welche Lasten man wie schnell mit Hilfe einer Seilbahn über einen breiten Fluss befördern kann. Im Jahre 1955 wurden die Seilbahnstützen demontiert.
Im Felbertal wurden Hangbahnen errichtet und eine Seilbahn bis unterhalb der St. Pöltner Hütte erbaut. Eine weitere Seilbahn baute man von Matrei in Osttirol zum Zirbenkreuz unterhalb des Felber Tauernpasses, welche als Nord-Süd-Versorgungsweg über die Felbertauern fungieren sollte, falls alle anderen Verbindungswege unterbrochen sind. Zur Errichtung der beide Seilbahnen verbindenden Sektion kam es allerdings nicht mehr. Spuren dieser Anlagen sind im Felbertal noch heute vorhanden.
In Mittersill entwickelte und erprobte Seilbahnen wurden während des Zweiten Weltkrieges einmal über den Rhein und ein andermal auch in Finnland errichtet und in Betrieb genommen.

## Forschungspersonal
Das Forschungspersonal bestand aus hochqualifizierten Wissenschaftlern, die hier ungestört von Partei, Gestapo und SS arbeiten konnten. Das ermöglichte auch die Bildung einer Widerstandsgruppe, welche mit Hilfe von in der Heeresversuchsstelle vorhandenen Geräte und dort zur Verfügung stehender Fahrzeuge nachts tätig werden konnte. So wurde gegen Kriegsende Waffen und Material, das für eine Panzerschlacht am Pass Thurn vorgesehen war, beseitigt, wodurch die Vernichtungspläne der SS vereitelt werden konnten.